# Artaise-le-Vivier
Artaise-le-Vivier est une commune française située dans le département des Ardennes, en région Grand Est.

## Géographie
| Chémery-sur-Bar     |                   | Maisoncelle-et-Villers |
| La Neuville-à-Maire | Artaise-le-Vivier |                        |
| Le Mont-Dieu        |                   | Stonne                 |

### Hydrographie
La commune est dans le bassin versant de la Meuse au sein du bassin Rhin-Meuse. Elle est drainée par le ruisseau de Terron et le ruisseau du Grand Étang,.

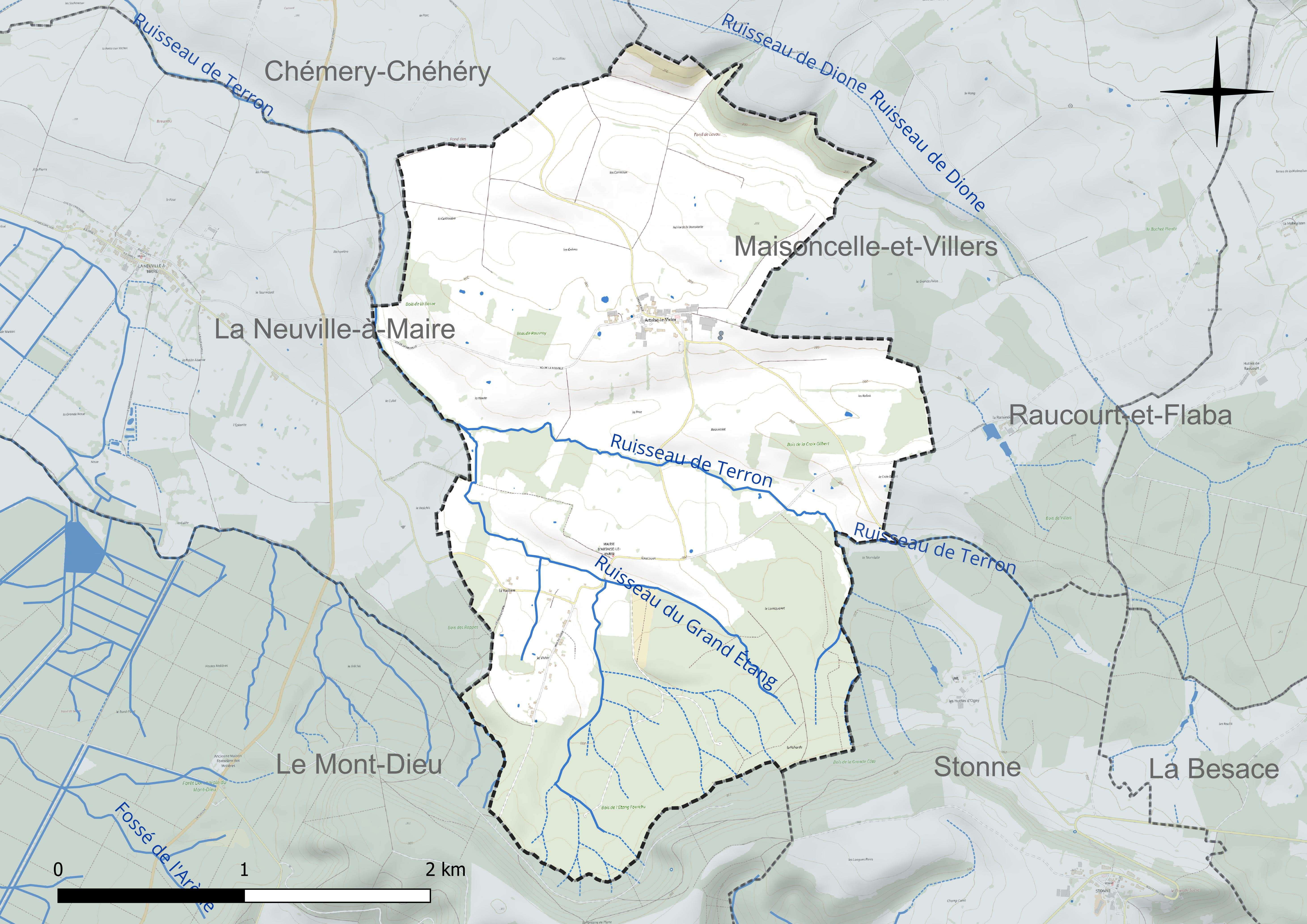
Réseaux hydrographique d'Artaise-le-Vivier.

### Climat
Pour des articles plus généraux, voir Climat du Grand Est et Climat des Ardennes.
En 2010, le climat de la commune est de type climat de montagne, selon une étude du Centre national de la recherche scientifique s'appuyant sur une série de données couvrant la période 1971-2000. En 2020, Météo-France publie une typologie des climats de la France métropolitaine dans laquelle la commune est exposée à un climat océanique altéré et est dans la région climatique Lorraine, plateau de Langres, Morvan, caractérisée par un hiver rude (1,5 °C), des vents modérés et des brouillards fréquents en automne et hiver.
Pour la période 1971-2000, la température annuelle moyenne est de 9,8 °C, avec une amplitude thermique annuelle de 15,8 °C. Le cumul annuel moyen de précipitations est de 979 mm, avec 13,8 jours de précipitations en janvier et 9,6 jours en juillet. Pour la période 1991-2020, la température moyenne annuelle observée sur la station météorologique de Météo-France la plus proche, « Buzancy_sapc », sur la commune de Buzancy à 16 km à vol d'oiseau, est de 10,9 °C et le cumul annuel moyen de précipitations est de 862,0 mm. 
La température maximale relevée sur cette station est de 40,7 °C, atteinte le 25 juillet 2019 ; la température minimale est de −15,8 °C, atteinte le 20 décembre 2009,,.
Les paramètres climatiques de la commune ont été estimés pour le milieu du siècle (2041-2070) selon différents scénarios d'émission de gaz à effet de serre à partir des nouvelles projections climatiques de référence DRIAS-2020. Ils sont consultables sur un site dédié publié par Météo-France en novembre 2022.

## Urbanisme

### Typologie
Au 1er janvier 2024, Artaise-le-Vivier est catégorisée commune rurale à habitat très dispersé, selon la nouvelle grille communale de densité à 7 niveaux définie par l'Insee en 2022.
Elle est située hors unité urbaine. Par ailleurs la commune fait partie de l'aire d'attraction de Sedan, dont elle est une commune de la couronne,. Cette aire, qui regroupe 31 communes, est catégorisée dans les aires de moins de 50 000 habitants,.

### Occupation des sols
L'occupation des sols de la commune, telle qu'elle ressort de la base de données européenne d’occupation biophysique des sols Corine Land Cover (CLC), est marquée par l'importance des territoires agricoles (72,4 % en 2018), une proportion identique à celle de 1990 (72,4 %). La répartition détaillée en 2018 est la suivante : 
prairies (48,9 %), forêts (27,6 %), terres arables (14,5 %), zones agricoles hétérogènes (8,9 %). L'évolution de l’occupation des sols de la commune et de ses infrastructures peut être observée sur les différentes représentations cartographiques du territoire : la carte de Cassini (XVIIIe siècle), la carte d'état-major (1820-1866) et les cartes ou photos aériennes de l'IGN pour la période actuelle (1950 à aujourd'hui).

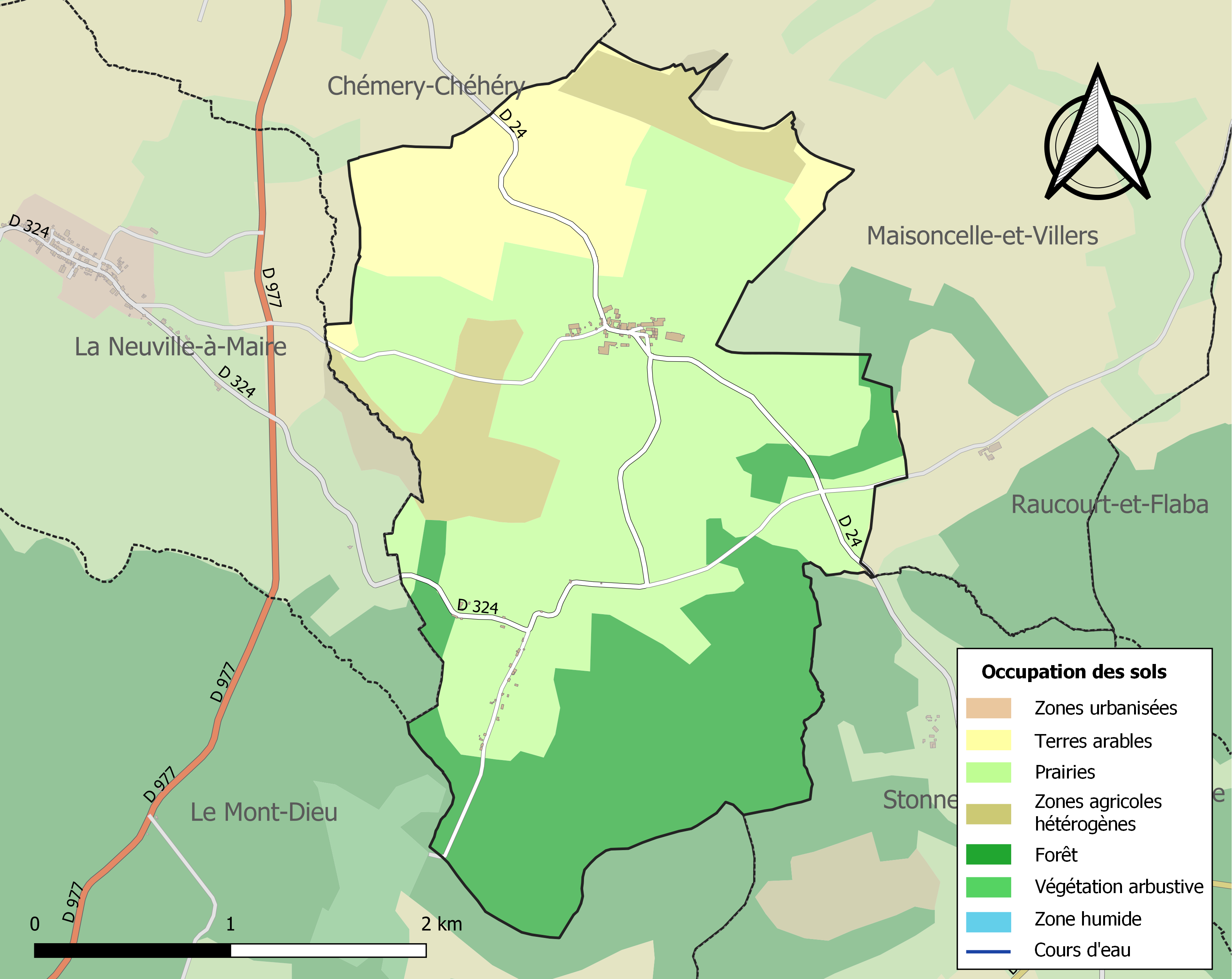
Carte des infrastructures et de l'occupation des sols de la commune en 2018 (CLC).

## Politique et administration

### Liste des maires
| Période                                  | Période                      | Identité                                     | Étiquette | Qualité     |
| ---------------------------------------- | ---------------------------- | -------------------------------------------- | --------- | ----------- |
| 1983                                     | 2008                         | Claude Singlit                               |           |             |
| 2008                                     | 2014                         | Thierry Warzée                               |           |             |
| 2014                                     | En cours (au 3 juillet 2020) | Fabien Warzée Réélu pour le mandat 2020-2026 |           | Agriculteur |
| Les données manquantes sont à compléter. |                              |                                              |           |             |

| Période                                  | Période    | Identité                    | Étiquette | Qualité          |
| ---------------------------------------- | ---------- | --------------------------- | --------- | ---------------- |
| 1912                                     | 1919       | Edouard Ledoux              |           |                  |
| 1919                                     | 1940       | Jean-Baptiste Hubert Brioux |           |                  |
| 1940                                     | 1941       | Albert Bugnet               |           | Maire provisoire |
| 1941                                     | après 1947 | Marcel Boizet               |           |                  |
| 1983                                     | 2008       | Claude Singlit              |           |                  |
| Les données manquantes sont à compléter. |            |                             |           |                  |

| Période                                  | Période | Identité              | Étiquette | Qualité |
| ---------------------------------------- | ------- | --------------------- | --------- | ------- |
| avant novb. 1802                         | 1813    | François Haudecoeur   |           |         |
| 1813                                     | 1816    | Ponce Blavier         |           |         |
| 1816                                     | 1830    | Jean Gilbert          |           |         |
| 1830                                     | 1834    | Jean-Baptiste Gilbert |           |         |
| 1834                                     | 1837    | Joseph Hubert Gentil  |           |         |
| 1837                                     | 1852    | Jean-Baptiste Gilbert |           |         |
| 1852                                     | 1865    | Jean-Pierre Poursain  |           |         |
| 1865                                     | 1872    | Pierre Nivoix         |           |         |
| 1872                                     | 1912    | Jean-Baptiste Ledoux  |           |         |
| Les données manquantes sont à compléter. |         |                       |           |         |

## Démographie
L'évolution du nombre d'habitants est connue à travers les recensements de la population effectués dans la commune depuis 1793. Pour les communes de moins de 10 000 habitants, une enquête de recensement portant sur toute la population est réalisée tous les cinq ans, les populations de référence des années intermédiaires étant quant à elles estimées par interpolation ou extrapolation. Pour la commune, le premier recensement exhaustif entrant dans le cadre du nouveau dispositif a été réalisé en 2007.

En 2022, la commune comptait 64 habitants, en évolution de +1,59 % par rapport à 2016 (Ardennes : −2,97 %, France hors Mayotte : +2,11 %).
| 1793 | 1800 | 1806 | 1821 | 1831 | 1836 | 1841 | 1846 | 1851 |
| ---- | ---- | ---- | ---- | ---- | ---- | ---- | ---- | ---- |
| 265  | 318  | 374  | 352  | 360  | 381  | 376  | 391  | 376  |

| 1866 | 1872 | 1876 | 1881 | 1886 | 1891 | 1896 | 1901 | 1906 |
| ---- | ---- | ---- | ---- | ---- | ---- | ---- | ---- | ---- |
| 413  | 388  | 389  | 345  | 315  | 279  | 252  | 226  | 233  |

| 1911 | 1921 | 1926 | 1931 | 1936 | 1946 | 1954 | 1962 | 1968 |
| ---- | ---- | ---- | ---- | ---- | ---- | ---- | ---- | ---- |
| 186  | 152  | 150  | 121  | 117  | 71   | 95   | 87   | 85   |

| 1975 | 1982 | 1990 | 1999 | 2006 | 2007 | 2012 | 2017 | 2022 |
| ---- | ---- | ---- | ---- | ---- | ---- | ---- | ---- | ---- |
| 72   | 68   | 49   | 55   | 61   | 62   | 59   | 66   | 64   |

## Culture locale et patrimoine

### Lieux et monuments
- La maison forte de la Raminoise.
- Église Saint-Georges d'Artaise-le-Vivier.

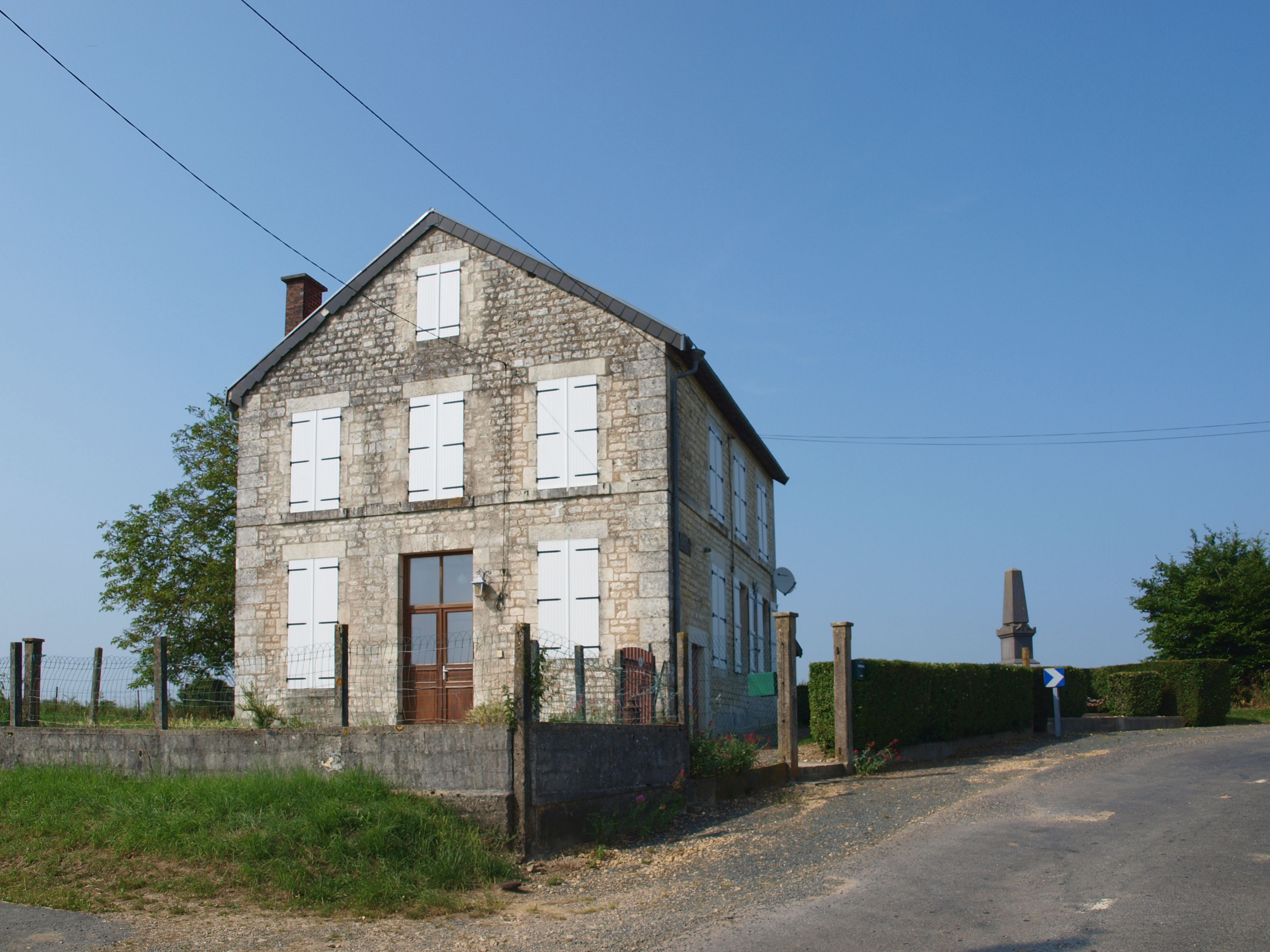
Mairie.
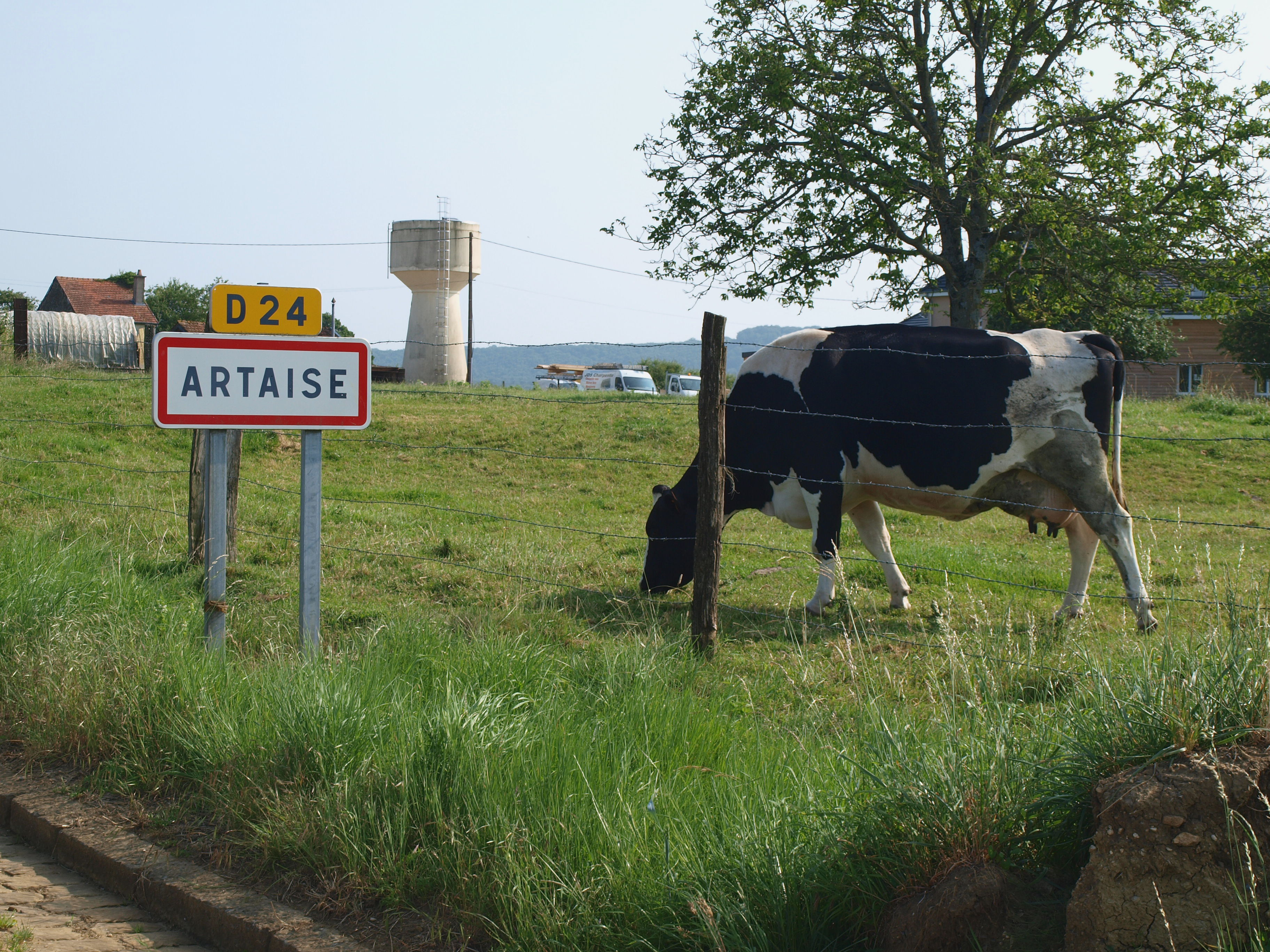
Entrée d'Artaise.
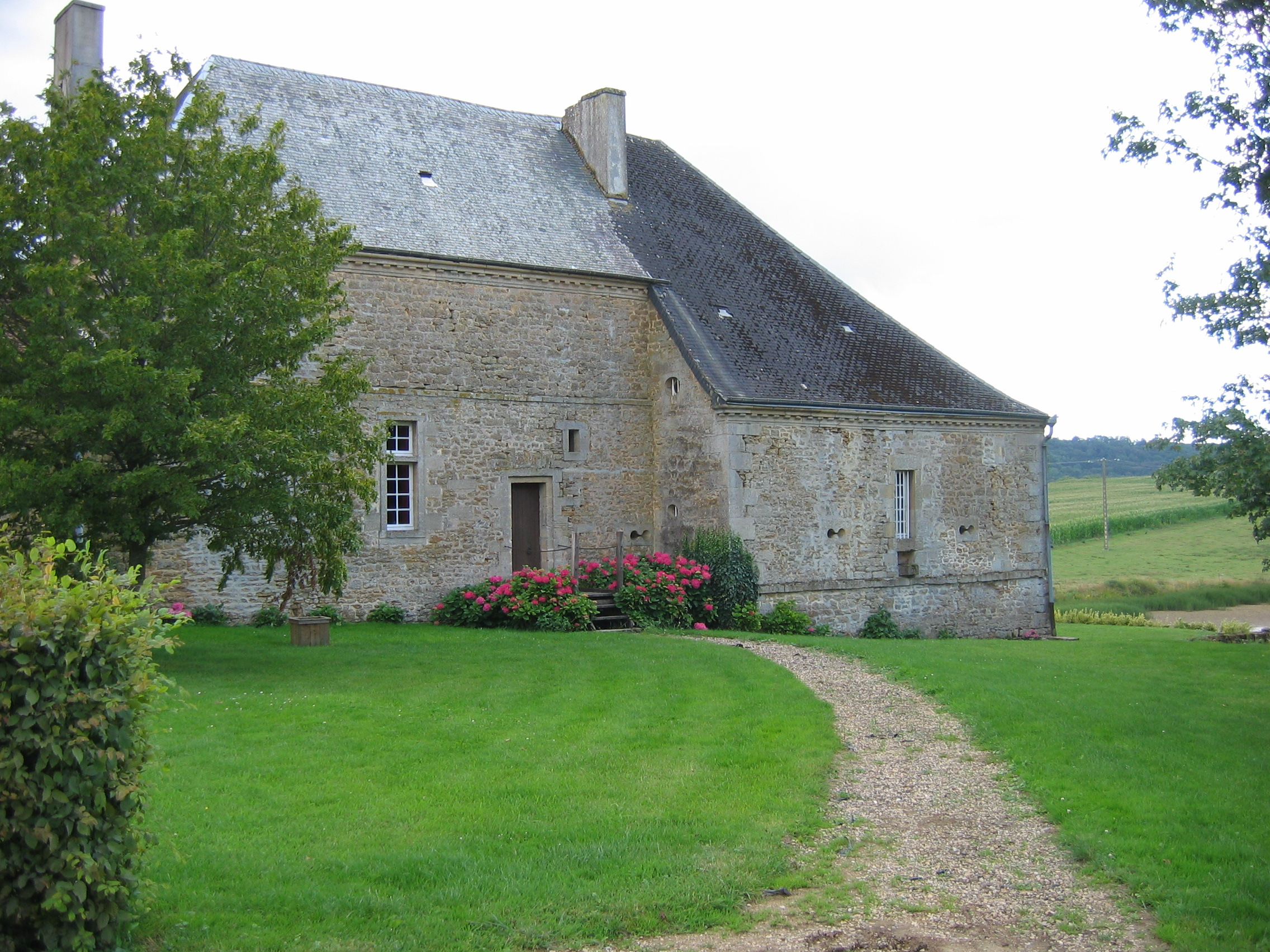
Maison forte de la Raminoise.

### Personnalités liées à la commune
- Louis-François de Gentil, officier militaire français, seigneur d'Artaise et du Vivier[21].

### Héraldique
| Armes d’Artaise-le-Vivier | Les armes d’Artaise-le-Vivier se blasonnent ainsi : D’azur aux deux sceptres fleurdelysés d’or passés en sautoir, cantonnés, en chef d’une croisette du même et en pointe, d’un écusson de gueules aux trois fasces d’or. |